# Barré
Barré (Барре) — з 1899 року французький виробник велосипедів та автомобілів. Штаб-квартира розташована в місті Ніор. У 1930 році компанія припинила виробництво автомобілів.

## Гастон Барре
Народившись в Шоле 25 червня 1864 року, Гастон Барре переїхав 1888 року на 44 Хай-стріт у Партене, і був зброярем, перш ніж зацікавився велосипедами.

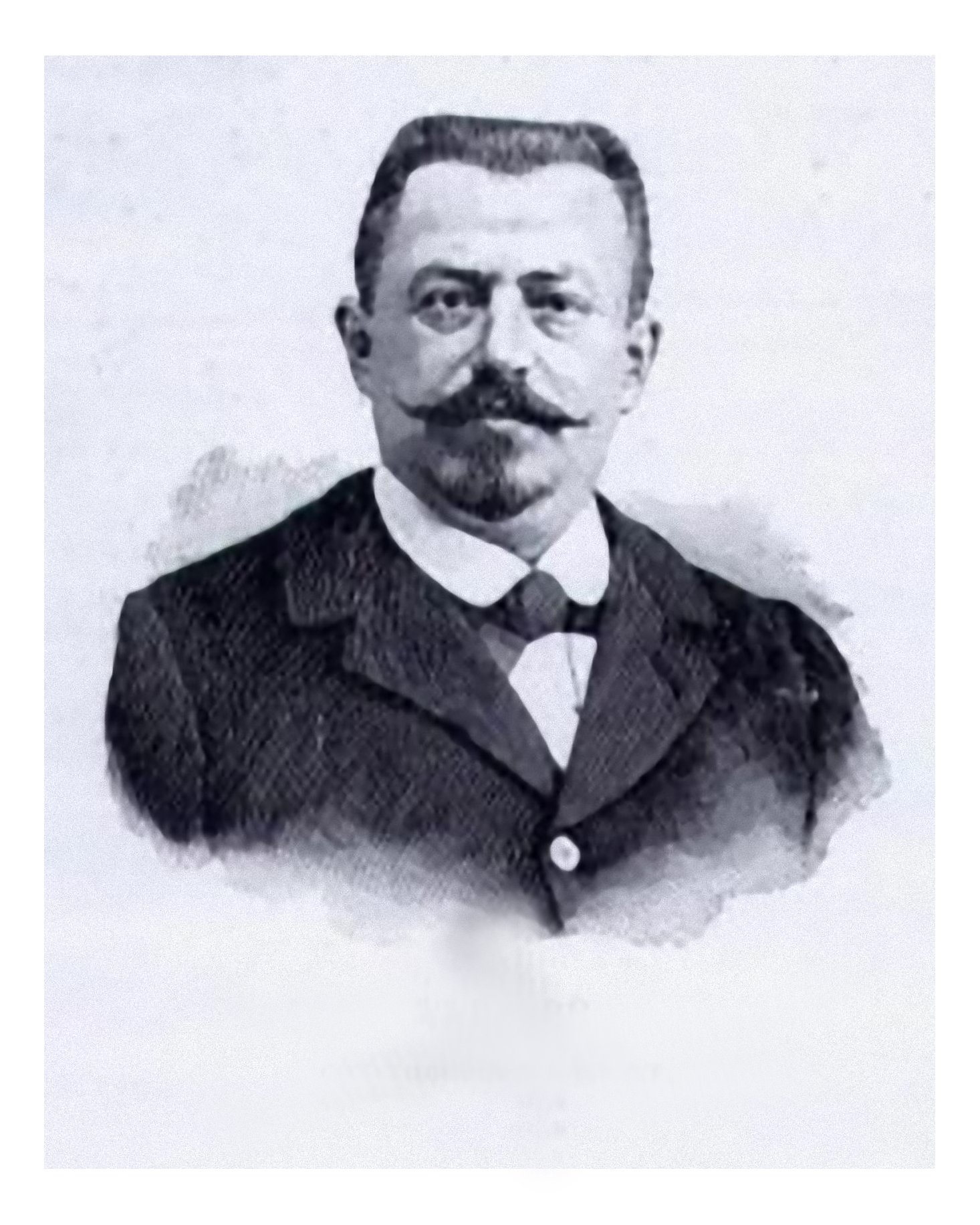
Гастон Барре

Він відкрив свій перший прокат велосипедів і ремонтну майстерню на вулиці Рікар в Ніорі.
У 1894 році Барре повернувся до своєї початкової діяльності — виготовлення велосипедів різних моделей, для яких він отримав патенти.

## Заснування компанії. Початок виробництва автомобілів

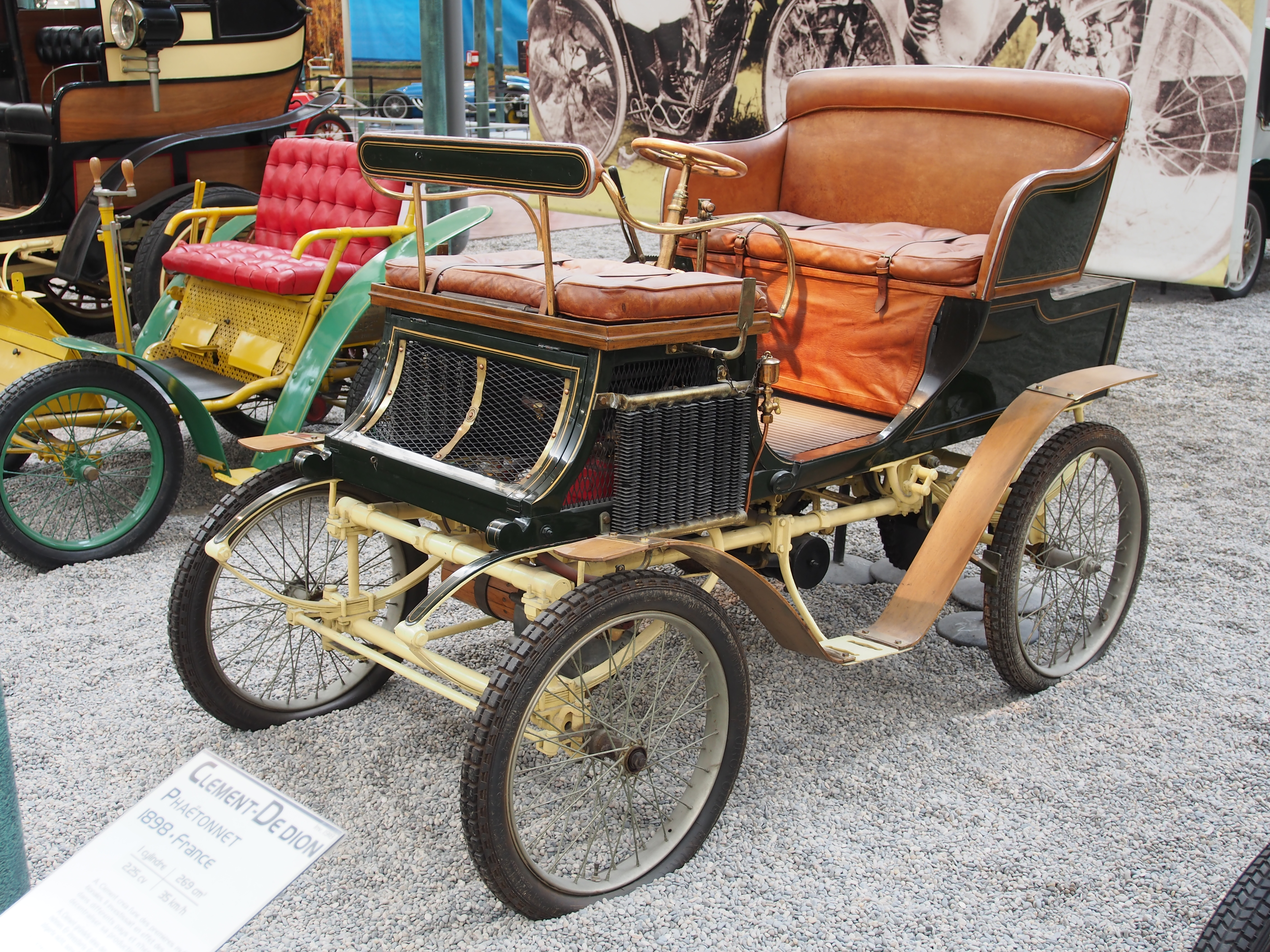
Barré 4,5CV Vis-a-vis 1900 року

Передбачаючи майбутнє автомобілів, Гастон Барре починає з 1899 року виготовляти трицикли і квадроцикли, а також малолітражні автомобілі. Це була не власна розробка, а скоріше збірка, оскільки всі складові елементи надходили від різних виробників. Гармонійний, функціональний і надійний автомобіль, що використовував двигун Gaillardet, спокусив багатого поміщика з регіону, який вклав один мільйон і п'ятсот тисяч франків у розвиток справи Гастона Барре.
Амбіції компанії обмежувалися безпосереднім прибутком, вона в той час конкурувала з Луї Рено, який мав капітал 50000 франків. Третьою компанією-конкурентом була Berliet, яка починала діяльність з капіталом лише 5000 франків.
Капітал, доступний Гастону Барре, не давав йому змоги стати великим виробником.
Частина суми інвестицій була інвестована в придбання обладнання та нових приміщень, розташованих на 11 авеню. Колишні приміщення на вулиці Рікар все ще зберігалися для виготовлення велосипедів, крива продажу яких продовжувала зростати.

## Компанія Etablissements Barré & Cie (1899-1903)
Пізніше Гастон Барре змінив назву своєї компанії на Etablissements Barré & Cie.

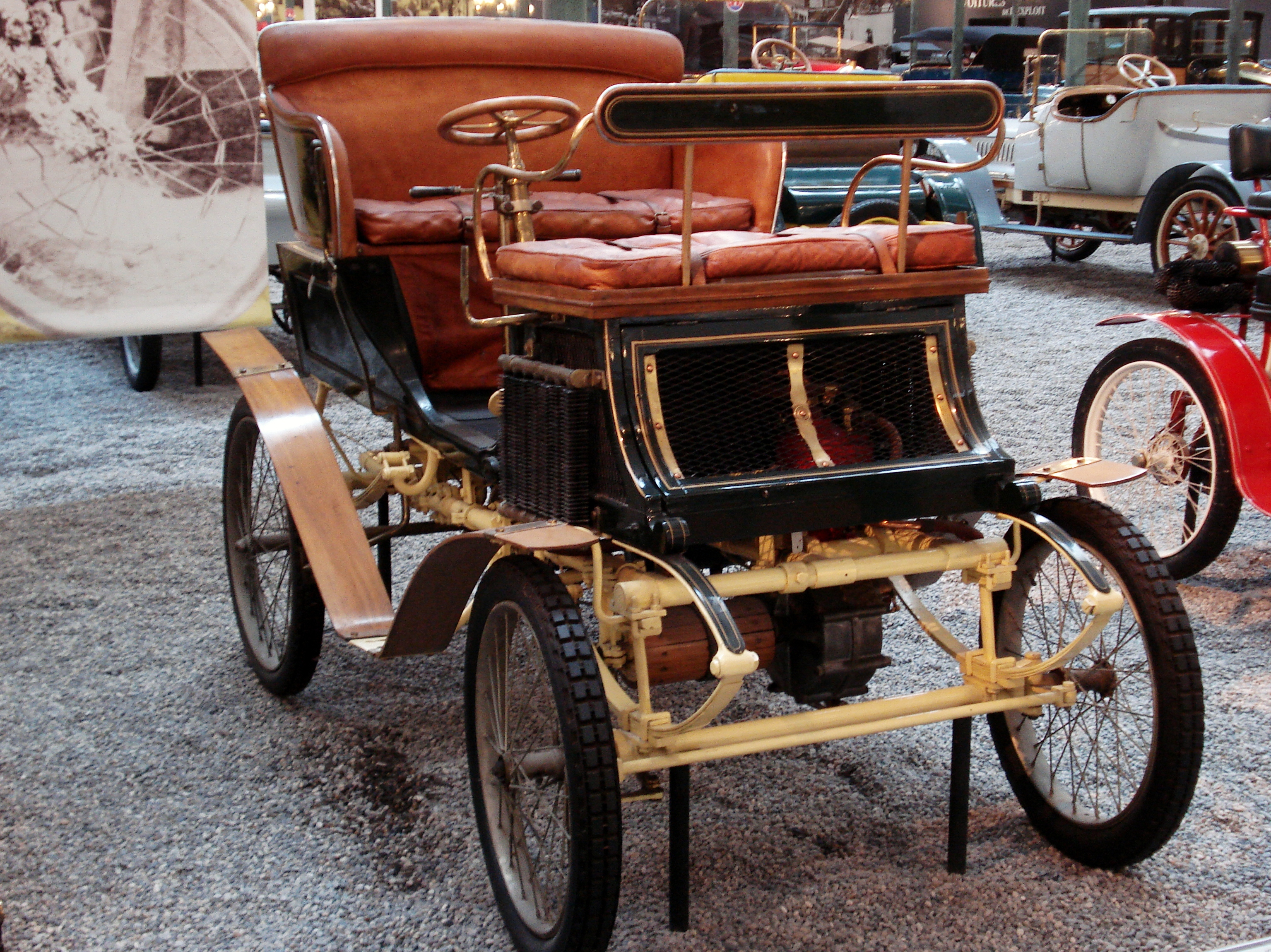
Barré 4,5CV Vis-a-vis 1900 року

У 1900 році автомобіль Barré отримує золоту медаль на Всесвітній виставці.
Мотивований цим, Гастон Барре розширює свій каталог чотирма новими легковими автомобілями в 1902 році. Протягом першого десятиліття ХХ століття виробник використовував двигуни від Aster, Buchet і De Dion-Bouton. Наступного року було сім моделей, які складали каталог. Вони були машинами, зібраними з елементів різних постачальників, і їх поширення було по суті регіональним. Були навіть випадки, коли компанія купувала шасі у виробника-конкурента.
За кілька років Гастон Барре мав повний спектр високопродуктивних та надійних автомобілів. Він розробляє "післяпродажне" сервісне обслуговування, одне з перших у Франції, перед тим як створити "передпродажну" послугу. Таким чином компанія обіцяла вчити їздити своїх майбутніх клієнтів за умови, що вони купують один із автомобілів. Компанія була піонером у цій галузі, створивши приклад для інших брендів, поки загальні водійські школи стануть поширеними в 1930-х роках.

Barré 6CV 1903 року

Barré 6CV 1903 року

У 1903 році Automobiles Barré були присутні вперше на Паризькому автосалоні. Ця присутність була поновлена в наступні роки.

## Компанія Automobiles G. Barré (1903-1923)

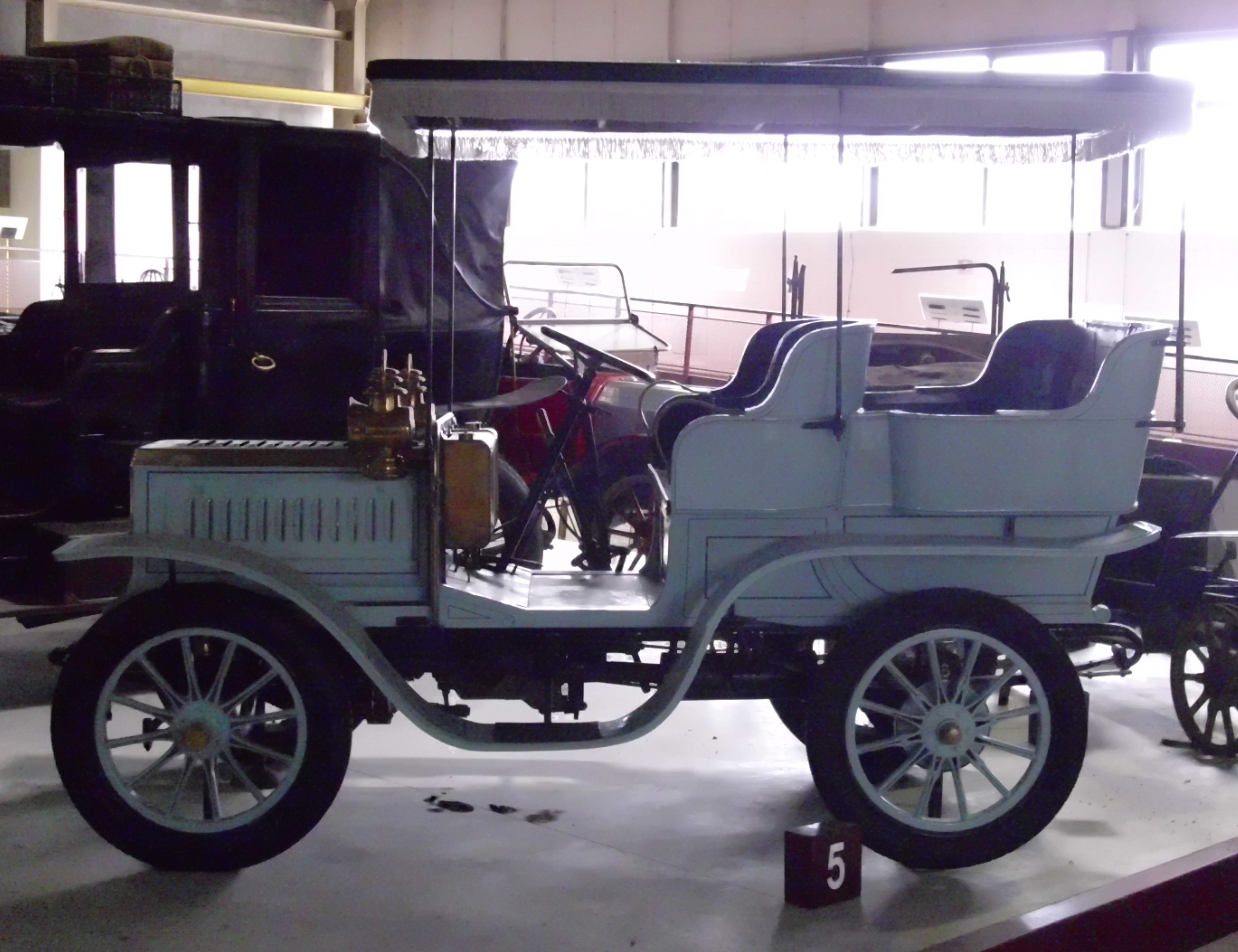
Barré Tonneau 1903 року

Гастон Барре вдруге перейменував свою компанію з Etablissements Barré & Cie на Automobiles G. Barré, тож тепер вже не було ніякої двозначності про діяльність компанії. Згодом компанія переїхала на вулиці де ла Буль д'Ор і рю Ланглуа.

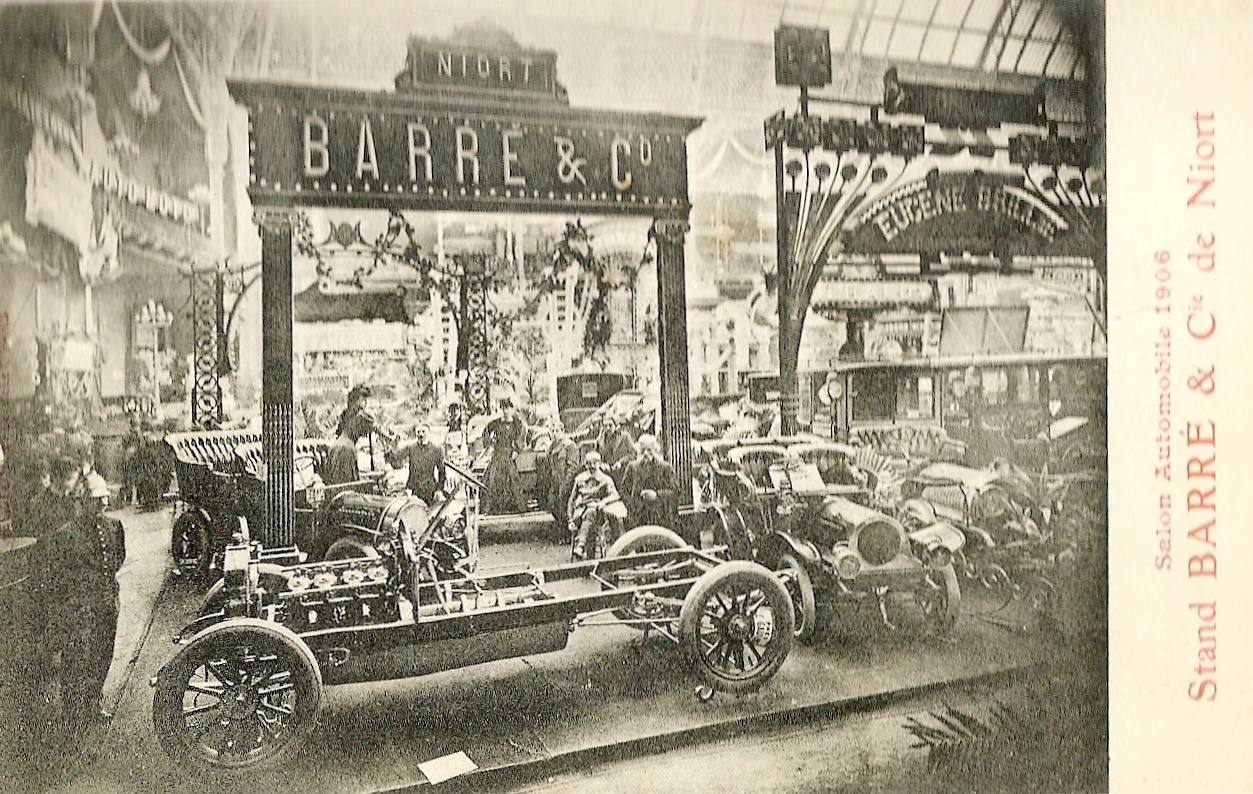
Стенд Barré на Паризькому автосалоні 1906 року

У 1908 році компанія Barré випускає нову модель автомобіля "Château-Thierry", що отримала назву на честь першої гонки, яку виграла ця марка. У 1909 році новий автомобіль став називатися "Reliability Trials" — після перемоги в цьому випробуванні на витривалість.

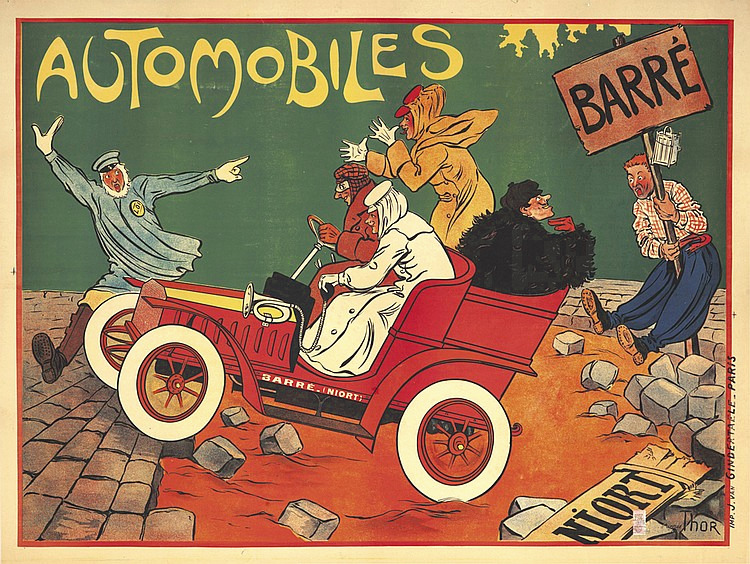
Реклама компанії Barré

Гастон Барре, враховуючи інтереси автомобілістів-власників його моделей, переніс головний офіс у Париж і відкрив магазин на бульварі Перейри 212. Присутність у столиці підвищила репутацію компанії і весь каталог автомобілів, які відображали якість та міцність по всій Франції та за кордоном, зокрема в Німеччині, Бельгії, Іспанії та США.

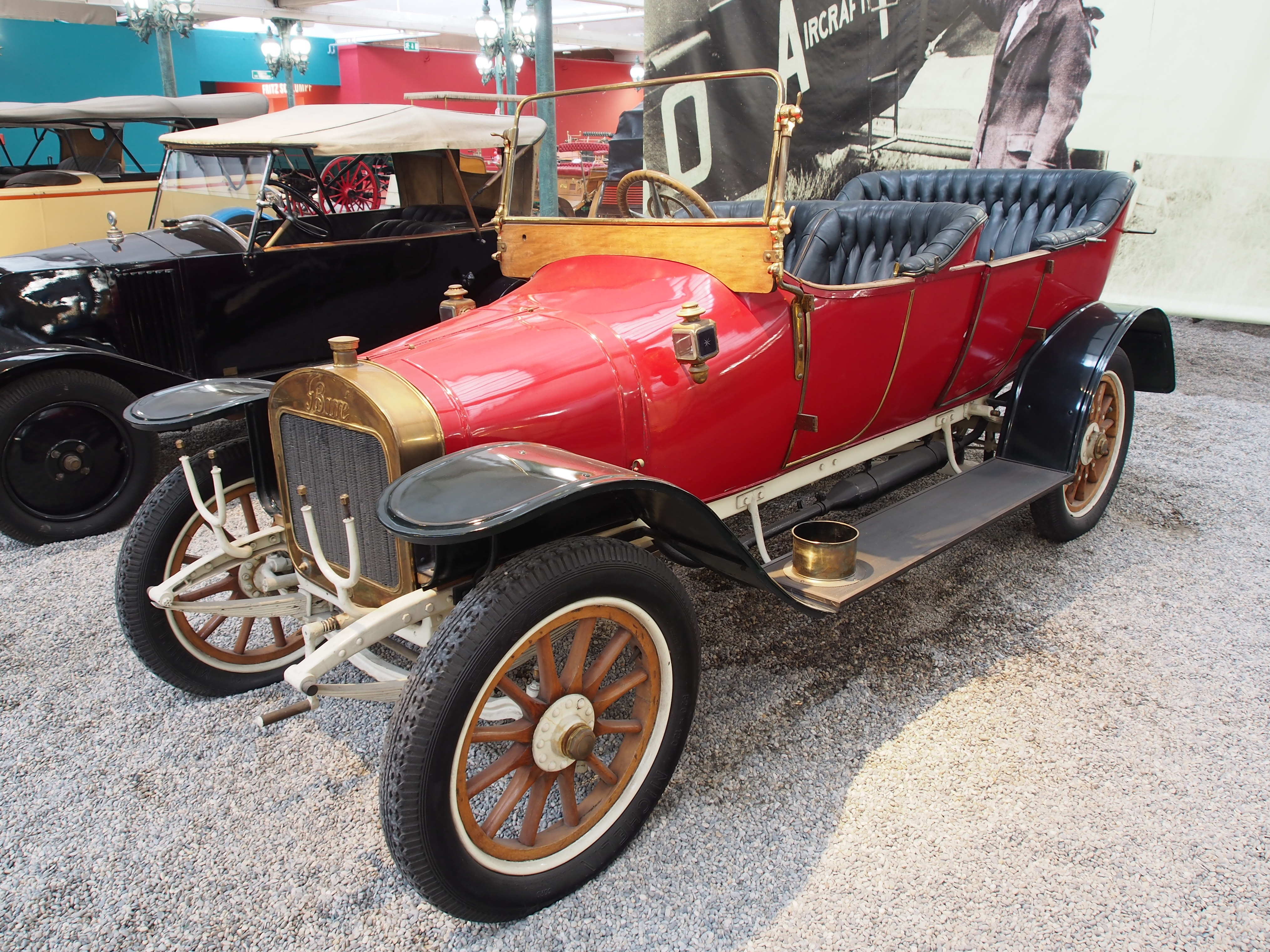
Barré Type 4FM Torpedo 1912 року

У 1912 році автомобілі Барре посіли перші три місця на Тур де Франс, який займав більше 4000 км і 13 етапів.

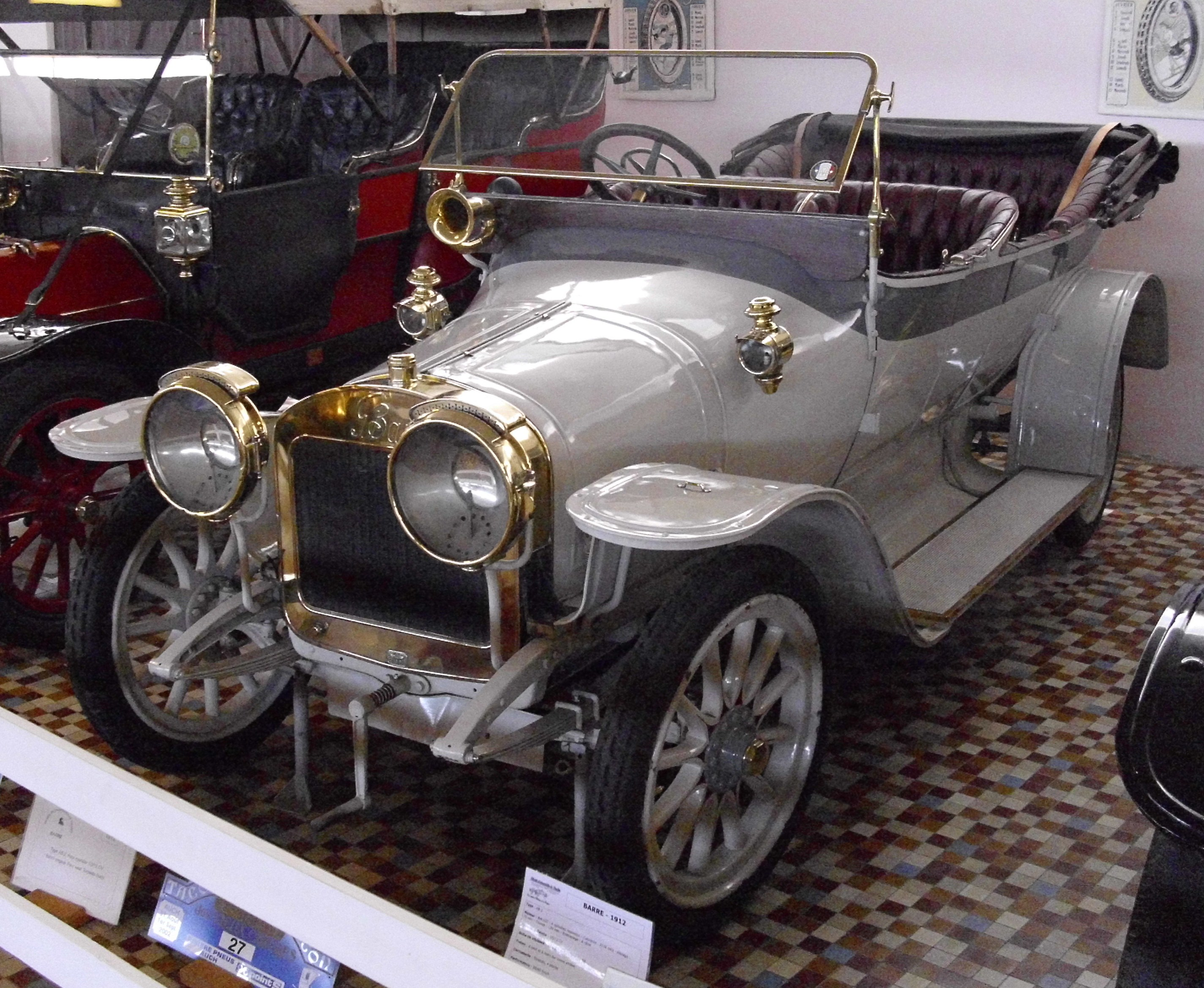
Barré 1912 року

Згодом вони виграли інші гонки у своїх категоріях. Ці перемоги дуже сильно вплинули на замовлення Barré, які передбачали до одного автомобіля щодня. Але згодом почалася Перша світова війна, під час якої військове міністерство зробило багато замовлень на снаряди та автомобілі у компанії Barré, що значно збагатилася.
Після війни відбулося відновлення автомобільного бізнесу, модельний ряд Barré складався лише з трьох довоєнних моделей, які не змінилися, і тільки два корпуси заводу модернізувалися кожного місяця. Ранні післявоєнні машини використовували двигуни, що постачалися компаніями Ballot та S.C.A.P., обидва з яких розташовувалися в Парижі.
У цей безперспективний період головний офіс компанії повернувся на завод у Ніорі.
Протягом першої половини двадцятого століття французька автомобільна промисловість була зосереджена навколо Парижа, із невеликим центром навколо Ліону. Видатним винятком була компанія Peugeot. Barré теж був винятком з розміщенням свого виробництва в маленькому містечку на заході Франції, а структура продажів була також зосереджена на сільській західній частині країни. Тим не менш, напередодні Першої світової війни, яка почалася у 1914 році, виробник пропонував повний спектр автомобілів.
У жовтні 1919 року Барре знову виступили на Паризькому автосалоні. Двома запропонованими автомобілями були 10CV "Barré Type BA" з двигуном об'ємом 1590 см3 і 12CV "Barré Type AB2" з 2292 см3. Перша з них була 2-місна з кузовом "торпедо" і  колісною базою 2600 мм (102,4 дюйма). Виробник опублікував ціну в розмірі 13 000 франків за 2-місний автомобіль. Друга більша машина мала колісну базу 2940 мм (115,7 дюйма) і була 4-місною. Вона пропонувалася як з кузовом "торпедо", так і з седаном; автомобілі коштували відповідно 16 000 та 18 000 франків. Обидва автомобілі, виставлені на 1920 рік, виглядали так само, як і до війни.
У 1920 році Гастон Барре об'єднався зі своїм сином Максимом, якому він сподівався доручити керівництво компанією. Крива продажів стабілізувалася на рівні близько 300 примірників за 1923 рік. Але конкуренція відчувалася дедалі більше, і виникають перші фінансові труднощі, змушуючи Гастона Барре співпрацювати з одним з його акціонерів, паном Ламбертоном, який поповнив скарбницю.

## Компанія Barré & Lamberthon, Successeurs (1923-1926)
Назва компанії була перетворена на «Barré & Lamberthon, Successeurs», головний офіс залишався на Ланглуа-стріт, а завод переходить на вулицю Тартіфум 12.
У західному регіоні, що оточував Ніор, автомобілі зберігали лояльний характер, а до жовтня 1924 року модельний ряд на стенді Barré на 19-му Паризькому автосалоні складався з трьох моделей. Усі вони були оснащені чотирициліндровими двигунами:
- "Barré Type B4" 8/10HP, 1,685 см3, 2950 мм (116,1 дюйма) колісної бази;
- "Barré Type AS" 10/12HP, 2,356 см3, 3,090 мм (121,7 дюйма) колісної бази;
- "Barré Type CS" 12/16HP, 2,803 см3, 3,090 мм (121,7 дюйма) колісної бази.

Версії з кузовом "торпедо" були оцінені відповідно у 23 000 франків, 25 000 франків та 26 500 франків.

## Компанія Société Anonyme des Automobiles Barré (1926-1933). Припинення виробництва автомобілів
У 1926 році було продано 400 автомобілів, але між партнерами виникли розбіжності, тому Ламбертон вирішив відмовитися.
Згодом відбулася нова зміна назви та створення «Société Anonyme des Automobiles Barré», керівництво компанією було покладено на Максима Барре. Автомобілі, виготовлені в цей період, не могли конкурувати зі схожими потужними моделями, побудованими в масовому виробництві.
Компанія була ліквідована 1 травня 1933 року.
Тепер Вища школа автомобілів та логістики міста Ніора носить ім'я Гастона Барре.

## Список автомобілів Barré
- 1899 - Barré 4,5CV
- 1902 - Barré ?
  - Barré ?
  - Barré ?
  - Barré ?
- 1903 - Barré ?
  - Barré ?
  - Barré ?
- 1908 - Barré Château-Thierry
- 1909 - Barré Reliability Trials
- 1912 - Barré Type 4FM
- 1919 - Barré Type BA
  - Barré Type AB2
- 1924 - Barré Type B4
  - Barré Type AS
  - Barré Type CS